# V-League 2014-2015 (femminile)
La V-League 2014-2015 si è svolta dal 18 ottobre 2014 al 31 marzo 2015: al torneo hanno partecipato 6 squadre di club sudcoreane e la vittoria finale è andata per la seconda volta alle IBK Altos.

## Regolamento
La competizione prevede che le sei squadre partecipanti prendano parte a una regular season composta da sei round, per un totale di trenta incontri ciascuna:
- la prima classificata accede direttamente alla finale dei play-off scudetto, giocata al meglio delle cinque gare;
- la seconda e la terza classificata accedono alla semifinale dei play-off scudetto, giocandosi l'accesso in finale al meglio delle tre gare.

## Squadre partecipanti
- KGC Ginseng
- GS Caltex Seoul
- Pink Spiders
- Hyundai Hillstate
- IBK Altos
- Korea Expressway

## Campionato

### Regular season

#### Risultati
| Primo round |                                       |     |                                   |
|             |                                       |     |                                   |
| 18-10       | Daejeon KGC - IBK Altos               | 1-3 | 17-25, 17-25, 25-23, 16-25        |
| 19-10       | GS Caltex Seoul - Pink Spiders Ins.   | 2-3 | 23-25, 25-20, 23-25, 29-27, 5-15  |
| 21-10       | Korea Expressway - Daejeon KGC        | 3-2 | 22-25, 25-17, 25-23, 22-25, 15-10 |
| 22-10       | IBK Altos - GS Caltex Seoul           | 3-0 | 27-25, 28-26, 25-22               |
| 23-10       | Hyundai Hillstate - Pink Spiders Ins. | 3-1 | 25-14, 16-25, 25-22, 25-21        |
| 26-10       | IBK Altos - Pink Spiders Ins.         | 0-3 | 21-25, 23-25, 21-25               |
| 27-10       | Daejeon KGC - GS Caltex Seoul         | 3-0 | 25-21, 25-21, 25-22               |
| 28-10       | Pink Spiders Ins. - Korea Expressway  | 3-0 | 25-23, 25-12, 25-18               |
| 30-10       | GS Caltex Seoul - Hyundai Hillstate   | 2-3 | 24-26, 25-20, 25-17, 22-25, 13-15 |
| 02-11       | Hyundai Hillstate - Daejeon KGC       | 1-3 | 25-14, 18-25, 21-25, 27-29        |
| 04-11       | Hyundai Hillstate - IBK Altos         | 3-1 | 25-14, 25-19, 23-25, 25-11        |
| 05-11       | GS Caltex Seoul - Korea Expressway    | 3-1 | 25-22, 16-25, 25-20, 25-22        |
| 08-11       | Korea Expressway - Hyundai Hillstate  | 3-1 | 24-26, 25-19, 25-21, 25-21        |
| 09-11       | Daejeon KGC - Pink Spiders Ins.       | 0-3 | 26-28, 19-25, 18-25               |
| 10-11       | Korea Expressway - IBK Altos          | 1-3 | 25-14, 21-25, 12-25, 12-25        |

| Secondo round |                                       |     |                                   |
|               |                                       |     |                                   |
| 11-11         | Daejeon KGC - Hyundai Hillstate       | 0-3 | 26-28, 18-25, 20-25               |
| 12-11         | GS Caltex Seoul - IBK Altos           | 2-3 | 25-15, 16-25, 23-25, 25-23, 10-15 |
| 13-11         | Korea Expressway - Pink Spiders Ins.  | 3-0 | 25-20, 25-20, 25-13               |
| 16-11         | IBK Altos - Daejeon KGC               | 3-0 | 25-19, 25-17, 25-14               |
| 17-11         | Korea Expressway - GS Caltex Seoul    | 3-1 | 20-25, 25-19, 28-26, 25-11        |
| 19-11         | IBK Altos - Hyundai Hillstate         | 2-3 | 15-25, 25-22, 25-8, 11-25, 12-15  |
| 20-11         | Daejeon KGC - Korea Expressway        | 1-3 | 25-23, 20-25, 17-25, 14-25        |
| 23-11         | Pink Spiders Ins. - IBK Altos         | 2-3 | 22-25, 26-24, 27-25, 20-25, 5-15  |
| 24-11         | Hyundai Hillstate - GS Caltex Seoul   | 3-2 | 23-25, 25-20, 23-25, 25-23, 15-12 |
| 26-11         | Pink Spiders Ins. - Hyundai Hillstate | 2-3 | 23-25, 13-25, 25-22, 31-29, 12-15 |
| 27-11         | IBK Altos - Korea Expressway          | 2-3 | 20-25, 25-19, 25-16, 18-25, 13-15 |
| 29-11         | Pink Spiders Ins. - GS Caltex Seoul   | 3-2 | 20-25, 20-25, 25-23, 25-20, 15-13 |
| 01-12         | Pink Spiders Ins. - Daejeon KGC       | 3-0 | 25-15, 25-22, 25-20               |
| 03-12         | Hyundai Hillstate - Korea Expressway  | 3-0 | 25-22, 25-21, 25-18               |
| 04-12         | GS Caltex Seoul - Daejeon KGC         | 3-2 | 25-21, 25-22, 20-25, 24-26, 15-11 |

| Terzo round |                                       |     |                                   |
|             |                                       |     |                                   |
| 06-12       | IBK Altos - Korea Expressway          | 3-0 | 25-23, 25-17, 25-13               |
| 07-12       | Pink Spiders Ins. - Daejeon KGC       | 3-0 | 25-21, 25-22, 25-14               |
| 08-12       | IBK Altos - Hyundai Hillstate         | 0-3 | 22-25, 26-28, 14-25               |
| 10-12       | Korea Expressway - Pink Spiders Ins.  | 2-3 | 24-26, 25-23, 14-25, 25-13, 9-15  |
| 11-12       | GS Caltex Seoul - IBK Altos           | 2-3 | 25-21, 16-25, 19-25, 25-22, 9-15  |
| 13-12       | GS Caltex Seoul - Hyundai Hillstate   | 3-2 | 25-22, 21-25, 20-25, 25-18, 15-12 |
| 15-12       | Daejeon KGC - Korea Expressway        | 1-3 | 16-25, 25-22, 18-25, 17-25        |
| 17-12       | Pink Spiders Ins. - IBK Altos         | 2-3 | 25-22, 25-21, 19-25, 24-26, 13-15 |
| 18-12       | Korea Expressway - Hyundai Hillstate  | 3-1 | 25-18, 25-27, 25-16, 26-24        |
| 20-12       | Korea Expressway - GS Caltex Seoul    | 3-0 | 26-24, 25-22, 25-15               |
| 22-12       | Hyundai Hillstate - Daejeon KGC       | 3-0 | 25-13, 25-22, 25-10               |
| 23-12       | Pink Spiders Ins. - GS Caltex Seoul   | 0-3 | 19-25, 16-25, 17-25               |
| 25-12       | Daejeon KGC - IBK Altos               | 0-3 | 19-25, 33-35, 24-26               |
| 27-12       | Hyundai Hillstate - Pink Spiders Ins. | 3-0 | 25-17, 25-23, 25-20               |
| 28-12       | Daejeon KGC - GS Caltex Seoul         | 2-3 | 26-24, 15-25, 23-25, 25-22, 13-15 |

| Quarto round |                                       |     |                                   |
|              |                                       |     |                                   |
| 30-12        | Korea Expressway - Daejeon KGC        | 3-0 | 27-25, 25-18, 25-15               |
| 01-01        | IBK Altos - Pink Spiders Ins.         | 3-1 | 25-20, 12-25, 25-17, 25-15        |
| 03-01        | GS Caltex Seoul - Daejeon KGC         | 0-3 | 20-25, 23-25, 22-25               |
| 04-01        | Korea Expressway - IBK Altos          | 3-0 | 27-25, 25-15, 25-19               |
| 06-01        | IBK Altos - GS Caltex Seoul           | 3-0 | 25-22, 25-16, 25-16               |
| 07-01        | Daejeon KGC - Hyundai Hillstate       | 1-3 | 17-25, 17-25, 25-14, 22-25        |
| 10-01        | Hyundai Hillstate - Korea Expressway  | 0-3 | 24-26, 27-29, 24-26               |
| 11-01        | Daejeon KGC - Pink Spiders Ins.       | 3-1 | 24-26, 25-20, 25-21, 25-20        |
| 13-01        | Pink Spiders Ins. - Korea Expressway  | 0-3 | 19-25, 14-25, 21-25               |
| 14-01        | IBK Altos - Daejeon KGC               | 3-2 | 25-27, 23-25, 25-12, 25-23, 15-5  |
| 15-01        | Hyundai Hillstate - GS Caltex Seoul   | 2-3 | 30-28, 25-19, 22-25, 19-25, 9-15  |
| 18-01        | Pink Spiders Ins. - Hyundai Hillstate | 3-1 | 21-25, 25-19, 25-15, 25-21        |
| 19-01        | GS Caltex Seoul - Korea Expressway    | 2-3 | 25-22, 21-25, 26-24, 17-25, 12-15 |
| 21-01        | Hyundai Hillstate - IBK Altos         | 3-1 | 25-19, 20-25, 25-18, 25-17        |
| 22-01        | GS Caltex Seoul - Pink Spiders Ins.   | 2-3 | 25-23, 18-25, 25-16, 18-25, 13-15 |

| Quinto round |                                       |     |                                   |
|              |                                       |     |                                   |
| 29-01        | GS Caltex Seoul - Korea Expressway    | 1-3 | 21-25, 21-25, 25-22, 36-38        |
| 01-02        | Hyundai Hillstate - Daejeon KGC       | 3-0 | 25-14, 25-19, 25-22               |
| 02-02        | Korea Expressway - IBK Altos          | 1-3 | 17-25, 25-10, 23-25, 23-25        |
| 04-02        | Hyundai Hillstate - GS Caltex Seoul   | 3-0 | 29-27, 25-21, 25-22               |
| 05-02        | Korea Expressway - Pink Spiders Ins.  | 3-1 | 25-18, 20-25, 25-14, 25-22        |
| 07-02        | GS Caltex Seoul - Daejeon KGC         | 3-0 | 25-15, 25-21, 25-21               |
| 08-02        | IBK Altos - Pink Spiders Ins.         | 0-3 | 23-25, 24-26, 20-25               |
| 10-02        | Daejeon KGC - Korea Expressway        | 0-3 | 16-25, 15-25, 21-25               |
| 11-02        | IBK Altos - GS Caltex Seoul           | 1-3 | 22-25, 25-19, 19-25, 20-25        |
| 12-02        | Pink Spiders Ins. - Hyundai Hillstate | 0-3 | 24-26, 15-25, 7-25                |
| 14-02        | Korea Expressway - Hyundai Hillstate  | 3-1 | 25-20, 19-25, 25-23, 25-17        |
| 16-02        | Daejeon KGC - Pink Spiders Ins.       | 3-2 | 26-24, 20-25, 25-19, 18-25, 15-10 |
| 17-02        | IBK Altos - Hyundai Hillstate         | 3-2 | 24-26, 25-21, 25-13, 11-25, 15-10 |
| 19-02        | Pink Spiders Ins. - GS Caltex Seoul   | 3-1 | 25-17, 25-15, 16-25, 25-16        |
| 20-02        | Daejeon KGC - IBK Altos               | 3-1 | 25-21, 21-25, 25-20, 25-22        |

| Sesto round |                                       |     |                                  |
|             |                                       |     |                                  |
| 22-02       | Korea Expressway - GS Caltex Seoul    | 3-0 | 25-20, 25-22, 25-19              |
| 24-02       | Daejeon KGC - GS Caltex Seoul         | 3-0 | 25-20, 25-18, 25-22              |
| 25-02       | IBK Altos - Korea Expressway          | 3-1 | 19-25, 25-21, 25-16, 25-16       |
| 26-02       | Hyundai Hillstate - Pink Spiders Ins. | 3-1 | 25-23, 14-25, 26-24, 25-17       |
| 28-02       | IBK Altos - Daejeon KGC               | 3-0 | 25-15, 25-19, 25-10              |
| 01-03       | GS Caltex Seoul - Pink Spiders Ins.   | 1-3 | 25-19, 21-25, 23-25, 20-25       |
| 02-03       | Hyundai Hillstate - IBK Altos         | 0-3 | 17-25, 16-25, 17-25              |
| 03-03       | Pink Spiders Ins. - Daejeon KGC       | 3-1 | 25-18, 19-25, 25-22, 25-15       |
| 05-03       | GS Caltex Seoul - IBK Altos           | 0-3 | 18-25, 10-25, 21-25              |
| 07-03       | Hyundai Hillstate - Korea Expressway  | 1-3 | 22-25, 26-24, 14-25, 18-25       |
| 09-03       | Pink Spiders Ins. - Korea Expressway  | 3-0 | 25-19, 25-13, 25-18              |
| 10-03       | GS Caltex Seoul - Hyundai Hillstate   | 1-3 | 25-16, 11-25, 15-25, 19-25       |
| 12-03       | Korea Expressway - Daejeon KGC        | 2-3 | 13-25, 25-23, 25-22, 19-25, 3-15 |
| 14-03       | Pink Spiders Ins. - IBK Altos         | 0-3 | 19-25, 11-25, 10-25              |
| 16-03       | Daejeon KGC - Hyundai Hillstate       | 1-3 | 15-25, 25-23, 16-25, 19-25       |

#### Classifica
| Pos. | Squadra           | Pt | G  | V  | P  | SV | SP | Ratio | PF | PS | Ratio |
| ---- | ----------------- | -- | -- | -- | -- | -- | -- | ----- | -- | -- | ----- |
| 1    | Korea Expressway  | 59 | 30 | 20 | 10 | -  | -  | 1.511 | -  | -  | 1.062 |
| 2    | IBK Altos         | 56 | 30 | 20 | 10 | -  | -  | 1.447 | -  | -  | 1.089 |
| 3    | Hyundai Hillstate | 56 | 30 | 19 | 11 | -  | -  | 1.438 | -  | -  | 1.062 |
| 4    | Pink Spiders      | 45 | 30 | 15 | 15 | -  | -  | 1.018 | -  | -  | 0.985 |
| 5    | GS Caltex Seoul   | 28 | 30 | 8  | 22 | -  | -  | 0.592 | -  | -  | 0.941 |
| 6    | KGC Ginseng       | 26 | 30 | 8  | 22 | -  | -  | 0.521 | -  | -  | 0.879 |

| Ammessa alla finale play-off | Ammesse alla semifinale play-off |

### Play-off scudetto
|  | Semifinali        | Semifinali        | Semifinali        | Semifinali | Semifinali |  |  | Finale           | Finale           | Finale           | Finale           | Finale | Finale | Finale |  |
|  |                   |                   |                   |            |            |  |  |                  |                  |                  |                  |        |        |        |  |
|  | Korea Expressway  |                   |                   |            |            |  |  |                  |                  |                  |                  |        |        |        |  |
|  |                   |                   |                   |            |            |  |  | Korea Expressway | Korea Expressway | Korea Expressway | Korea Expressway | 0      | 1      | 0      |  |
|  | IBK Altos         | IBK Altos         | IBK Altos         | 3          | 3          |  |  | IBK Altos        | IBK Altos        | IBK Altos        | IBK Altos        | 3      | 3      | 3      |  |
|  | Hyundai Hillstate | Hyundai Hillstate | Hyundai Hillstate | 1          | 1          |  |  |                  |                  |                  |                  |        |        |        |  |

#### Semifinale
| Gara 1 |                               |     |                            |
|        |                               |     |                            |
| 20-03  | IBK Altos - Hyundai Hillstate | 3-1 | 25-14, 10-25, 25-23, 33-31 |

| Gara 2 |                               |     |                            |
|        |                               |     |                            |
| 22-03  | Hyundai Hillstate - IBK Altos | 1-3 | 21-25, 20-25, 25-22, 19-25 |

#### Finale
| Gara 1 |                              |     |                     |
|        |                              |     |                     |
| 27-03  | Korea Expressway - IBK Altos | 0-3 | 17-25, 18-25, 22-25 |

| Gara 2 |                              |     |                            |
|        |                              |     |                            |
| 29-03  | Korea Expressway - IBK Altos | 1-3 | 21-25, 25-20, 14-25, 20-25 |

| \| Gara 3 \| \| \| \| \| \| \| \| \| \| 31-03 \| IBK Altos - Korea Expressway \| 3-0 \| 25-15, 25-23, 25-19 \| |                              |     |                     |
| Gara 3 |                              |     |                     |
| |                              |     |                     |
| 31-03 | IBK Altos - Korea Expressway | 3-0 | 25-15, 25-23, 25-19 |

## Premi individuali
| Premio                    | Giocatrice                 | Squadra           |
| ------------------------- | -------------------------- | ----------------- |
| MVP della Regular Season  | Nicole Fawcett Lee Hyo-hee | Korea Expressway  |
| MVP delle finali play-off | Kim Sa-nee                 | IBK Altos         |
| MVP dell'All-Star Game    | Polina Rəhimova            | Hyundai Hillstate |
| MVP 1º round              | Polina Rəhimova            | Hyundai Hillstate |
| MVP 2º round              | Polina Rəhimova            | Hyundai Hillstate |
| MVP 3º round              | Destinee Hooker            | IBK Altos         |
| MVP 4º round              | Moon Jung-won              | Korea Expressway  |
| MVP 5º round              | Nicole Fawcett             | Korea Expressway  |
| MVP 6º round              | Lee Jae-yeong              | Pink Spiders      |
| Miglior allenatore        | Lee Jung-chul              | IBK Altos         |
| Miglior esordiente        | Lee Jae-yeong              | Pink Spiders      |
| Miglior palleggiatrice    | Lee Hyo-hee                | Korea Expressway  |
| Miglior opposto           | Nicole Fawcett             | Korea Expressway  |
| Miglior schiacciatrice    | Polina Rəhimova            | Hyundai Hillstate |
| Miglior schiacciatrice    | Park Jeong-ah              | IBK Altos         |
| Miglior centrale          | Yang Hyo-jin               | Hyundai Hillstate |
| Miglior centrale          | Kim Hee-jin                | IBK Altos         |
| Miglior libero            | Na Hyun-jung               | GS Caltex Seoul   |

## Classifica finale
| Pos | Squadra           | Qualificazione            |
| --- | ----------------- | ------------------------- |
| 1   | IBK Altos         | / V.League Top Match 2015 |
| 2   | Korea Expressway  |                           |
| 3   | Hyundai Hillstate |                           |
| 4   | Pink Spiders      |                           |
| 5   | GS Caltex Seoul   |                           |
| 6   | KGC Ginseng       |                           |